# Alžběta Dánská (1573–1625)
Alžběta Dánská (25. srpna 1573, Kolding – 19. července 1625, Braunschweig) byla dánskou princeznou a sňatkem s vévodou Jindřichem Juliem brunšvicko-lüneburskou vévodkyní; v letech 1616 až 1622 byla také regentkou vévodství.

## Život
Alžběta se narodila jako nejstarší dcera krále Frederika II. Dánského a jeho manželky Žofie Meklenburské. Nejdříve vyrůstala u svých prarodičů z matčiny strany v Meklenbursku, než se v roce 1579 vrátila do rodného Dánska.
Nejdříve se na mladou princeznu soustředili skotští velvyslanci, kteří chtěli Alžbětu za manželku pro jejich krále Jakuba VI., král Frederik však Alžbětu zasnoubil s brunšvickým vévodou a přislíbil Skotům „svou druhou dceru Annu, když ji bude král mít rád, měl by ji mít“.
19. dubna 1590 se šestnáctiletá Alžběta provdala za o osm let staršího vévodu Jindřicha Julia Brunšvicko-Lüneburského, jehož se stala druhou manželkou. Když její budoucí manžel poprvé dorazil v roce 1590 na svatbu, přestrojil se za klenotníka; daroval Alžbětě šperky a prohlásil, že cenou je její tělo. Výsledkem bylo, že byl uvržen do vězení, dokud nedokázal svou totožnost a nevysvětlil, že to byl vtip.
Jako vévodkyně zůstala Alžběta v úzké korespondenci se svým bratrem, dánským panovníkem. V září 1598 přišli do převorství Gröningen skotští velvyslanci David Cunningham a Peter Young žádat o podporu pro následnictví krále Jakuba VI. v Anglii. Jindřich Julius jim opatrně odpověděl a v samostatném dopise Alžběta odpověděla, že byla několik měsíců nemocná a mírně se uzdravila.
Po manželově smrti v roce 1613 vládla svému věnu. V roce 1616 odstavila s podporou svého bratra Kristiána IV. kvůli alkoholismu svého syna Fridricha Ulricha od vlády. Na šest následujících let se stala regentkou vévodství, v čemž jí pomáhal Anton von Streithorst. V roce 1616 ji také navštívil bratr Kristián.
V roce 1617 založila útulek pro chudé s kaplí a pojmenovala jej Elisabeth Stift (Alžbětin klášter). Během Třicetileté války byl zámek vypleněn a nebyl opraven až do roku 1654.
Vévodyně Alžběta zemřela v létě roku 1625 dvanáct let po svém manželovi ve městě Braunschweig.

## Potomci
Za dvacet tři let manželství porodila Alžběta manželovi deset dětí:
- Fridrich Ulrich Brunšvicko-Lüneburský (15. dubna 1591 – 21. srpna 1634) ⚭ 1614 Anna Žofie Braniborská (1598–1659)
- Žofie Hedvika Brunšvicko-Lüneburská (20. února 1592 – 23. ledna 1642) ⚭ 1607 hrabě Arnošt Kazimír I. Nasavsko-Dietzský (1573–1632)
- Alžběta Brunšvicko-Wolfenbüttelská (23. června 1593 – 25. března 1650)
⚭ 1612 August Saský (1589–1615)
⚭ 1618 Jan Filip Sasko-Altenburský (1597–1639)
- Hedvika Brunšvicko-Wolfenbüttelská (19. února 1595 – 26. června 1650) ⚭ 1619 Oldřich Pomořanský (1589–1622)
- Dorotea Brunšvicko-Wolfenbüttelská (8. července 1596 – 1. září 1643) ⚭ 1615 Kristián Vilém Braniborský (1587–1665)
- Jindřich Julius Brunšvicko-Wolfenbüttelský (7. října 1597 – 11. července 1606)
- Kristián Brunšvický (20. září 1599 – 16. června 1626), vojevůdce
- Rudolf Brunšvicko-Wolfenbüttelský (15. června 1602 – 13. června 1616)
- Jindřich Karel Brunšvicko-Wolfenbüttelský (4. září 1609 – 11. června 1615)
- Anna Augusta Brunšvicko-Wolfenbüttelská (19. května 1612 – 17. února 1673) ⚭ 1638 Jiří Ludvík Nasavsko-Dillenburský (1618–1656)

## Vývod z předků
|                |                                     |  |                         |                                    |  |  |  |  |  |  |  | Kristián I. Dánský |
|                |                                     |  |                         |                                    |  |  |  |  |  |  |  |                    |
|                | Frederik I. Dánský                  |  |                         |                                    |  |  |  |  |  |  |  |                    |
|                |                                     |  |                         |                                    |  |  |  |  |  |  |  |                    |
|                |                                     |  |                         | Dorotea Braniborská                |  |  |  |  |  |  |  |                    |
|                |                                     |  |                         |                                    |  |  |  |  |  |  |  |                    |
|                | Kristián III. Dánský                |  |                         |                                    |  |  |  |  |  |  |  |                    |
|                |                                     |  |                         |                                    |  |  |  |  |  |  |  |                    |
|                |                                     |  |                         | Jan Cicero Braniborský             |  |  |  |  |  |  |  |                    |
|                |                                     |  |                         |                                    |  |  |  |  |  |  |  |                    |
|                | Anna Braniborská                    |  |                         |                                    |  |  |  |  |  |  |  |                    |
|                |                                     |  |                         |                                    |  |  |  |  |  |  |  |                    |
|                |                                     |  |                         | Markéta Saská                      |  |  |  |  |  |  |  |                    |
|                |                                     |  |                         |                                    |  |  |  |  |  |  |  |                    |
|                | Frederik II. Dánský                 |  |                         |                                    |  |  |  |  |  |  |  |                    |
|                |                                     |  |                         |                                    |  |  |  |  |  |  |  |                    |
|                |                                     |  |                         | Jan V. Sasko-Lauenburský           |  |  |  |  |  |  |  |                    |
|                |                                     |  |                         |                                    |  |  |  |  |  |  |  |                    |
|                | Magnus I. Sasko-Lauenburský         |  |                         |                                    |  |  |  |  |  |  |  |                    |
|                |                                     |  |                         |                                    |  |  |  |  |  |  |  |                    |
|                |                                     |  |                         | Dorotea Braniborská                |  |  |  |  |  |  |  |                    |
|                |                                     |  |                         |                                    |  |  |  |  |  |  |  |                    |
|                | Dorotea Sasko-Lauenburská           |  |                         |                                    |  |  |  |  |  |  |  |                    |
|                |                                     |  |                         |                                    |  |  |  |  |  |  |  |                    |
|                |                                     |  |                         | Jindřich IV. Brunšvicko-Lüneburský |  |  |  |  |  |  |  |                    |
|                |                                     |  |                         |                                    |  |  |  |  |  |  |  |                    |
|                | Kateřina Brunšvicko-Wolfenbüttelská |  |                         |                                    |  |  |  |  |  |  |  |                    |
|                |                                     |  |                         |                                    |  |  |  |  |  |  |  |                    |
|                |                                     |  |                         | Kateřina Pomořanská                |  |  |  |  |  |  |  |                    |
|                |                                     |  |                         |                                    |  |  |  |  |  |  |  |                    |
| Alžběta Dánská |                                     |  |                         |                                    |  |  |  |  |  |  |  |                    |
|                |                                     |  |                         |                                    |  |  |  |  |  |  |  |                    |
|                |                                     |  | Magnus II. Meklenburský |                                    |  |  |  |  |  |  |  |                    |
|                |                                     |  |                         |                                    |  |  |  |  |  |  |  |                    |
|                | Albrecht VII. Meklenburský          |  |                         |                                    |  |  |  |  |  |  |  |                    |
|                |                                     |  |                         |                                    |  |  |  |  |  |  |  |                    |
|                |                                     |  |                         | Žofie Pomořanská                   |  |  |  |  |  |  |  |                    |
|                |                                     |  |                         |                                    |  |  |  |  |  |  |  |                    |
|                | Oldřich III. Meklenburský           |  |                         |                                    |  |  |  |  |  |  |  |                    |
|                |                                     |  |                         |                                    |  |  |  |  |  |  |  |                    |
|                |                                     |  |                         | Jáchym I. Nestor Braniborský       |  |  |  |  |  |  |  |                    |
|                |                                     |  |                         |                                    |  |  |  |  |  |  |  |                    |
|                | Anna Braniborská                    |  |                         |                                    |  |  |  |  |  |  |  |                    |
|                |                                     |  |                         |                                    |  |  |  |  |  |  |  |                    |
|                |                                     |  |                         | Alžběta Dánská                     |  |  |  |  |  |  |  |                    |
|                |                                     |  |                         |                                    |  |  |  |  |  |  |  |                    |
|                | Žofie Meklenburská                  |  |                         |                                    |  |  |  |  |  |  |  |                    |
|                |                                     |  |                         |                                    |  |  |  |  |  |  |  |                    |
|                |                                     |  |                         | Kristián I. Dánský                 |  |  |  |  |  |  |  |                    |
|                |                                     |  |                         |                                    |  |  |  |  |  |  |  |                    |
|                | Frederik I. Dánský                  |  |                         |                                    |  |  |  |  |  |  |  |                    |
|                |                                     |  |                         |                                    |  |  |  |  |  |  |  |                    |
|                |                                     |  |                         | Dorotea Braniborská                |  |  |  |  |  |  |  |                    |
|                |                                     |  |                         |                                    |  |  |  |  |  |  |  |                    |
|                | Alžběta Dánská                      |  |                         |                                    |  |  |  |  |  |  |  |                    |
|                |                                     |  |                         |                                    |  |  |  |  |  |  |  |                    |
|                |                                     |  |                         | Bogislav X. Pomořanský             |  |  |  |  |  |  |  |                    |
|                |                                     |  |                         |                                    |  |  |  |  |  |  |  |                    |
|                | Žofie Pomořanská                    |  |                         |                                    |  |  |  |  |  |  |  |                    |
|                |                                     |  |                         |                                    |  |  |  |  |  |  |  |                    |
|                |                                     |  |                         | Anna Jagellonská                   |  |  |  |  |  |  |  |                    |
|                |                                     |  |                         |                                    |  |  |  |  |  |  |  |                    |